# Мервский оазис
Мервский оазис (Марыйский оазис; перс. واحهٔ مرو‎, туркм. Mary oazisi) — один из оазисов в Центральной Азии, расположен в дельте реки Мургаб в Каракумах в Туркменистане.
Мервский оазис имеет долгую историю. Он был заселён уже в эпоху Маргианской цивилизации (конец III-го — начало II-го тыс. до н. э.). На его территории находился Мерв — древнейший известный город Средней Азии. В 1990-х годах в Марыйском оазисе был открыт огромный некрополь Гонур-Депе, относящийся к II—I тысячелетиям до н. э. По мнению В. И. Сарианиди, Гонур основали индо-иранцы (арии).

## Климат
Климат в оазисе субтропический внутриконтинентальный — продолжительное жаркое лето и короткая холодная зима, резкие колебания суточных температур воздуха, малое количество атмосферных осадков. Средние температуры января −2…−4 °C, июля +28…+32 °C; количество осадков 100—300 мм в год.

## Гидрология
Основными водными источниками оазиса являются река Мургаб, Каракумский канал и артерии, ответвляющиеся от них. На Мургабе для орошения построены Ташкепринское, Казыклыбентское, Колхозбентское, Иолотанское, Гиндукушское и Сарыязинское водохранилища. Река имеет так называемую слепую дельту, его дельтовый веер растворяется в песках пустыни Каракумы.
В оазисе расположены крупные промышленные центры — города Мары, Байрам-Али, Иолотань. Рядом с городом Мары в Мургаб вливается Каракумский канал.
Развито поливное земледелие, плодоводство и виноградарство. Является крупным хлопководческим районом. В оазисе выращивают также пшеницу, ячмень, кукурузу, овощные, бахчевые и кормовые культуры. В животноводстве преобладает каракулеводство. Развито коневодство.
- Курорт — Байрам-Али.